# أق بلاغ مصطفى خان
أق‌ بلاغ مصطفی‌ خان هي قرية في مقاطعة نمين، إيران. عدد سكان هذه القرية هو 624 في سنة 2006.